# Ксилокопа фіолетова
Ксилокопа фіолетова або Бджола-тесляр фіолетова (Xylocopa violacea) — вид комах з родини Apidae, один із 3 видів роду у фауні України. Корисний запилювач Salvia ofcinalis L. і Salvia sclarea L., що культивуються в Криму.

## Морфологічні ознаки
Довжина тіла 20-28 мм. Тіло чорне, але груди, а особливо голова, часто із синім металічним блиском, крила темні з фіолетовим відливом. Самиця: 2 членик джгутика вусика дорівнює трьом наступним разом узятим, задня гомілка зовні із гладкою ділянкою, на краях якої розташовані маленькі зубці. Самець: 2 останні членики вусиків червоні, останній — зігнутий; спинка середньогрудей частково вкрита сірими волосками, тазики задніх ніг із зубцем.

## Поширення
Середземноморсько-азійський вид. Зустрічається по всій Європі, але переважно в її південній частині, на Кавказі, в Туреччині, Близькому та Середньому Сході, Північній Африці та Середній Азії. Є вказівки про його знаходження в Індії та Австралії, куди цей вид, швидше за все, було завезено.
В Україні відомий в Криму, також зустрічається в окремих областях, переважно на півдні, є поодинокі знахідки й у північних районах, частка з яких, імовірно, пов'язана з невірним визначенням цього виду і належить до Xylocopa valga Gerst.

## Особливості біології
Імаго зустрічаються з кінця квітня до вересня. Дає одну генерацію на рік, зимує імаго. Антофіл, полілект. Гнізда будує в сухих стовбурах і гілках дерев. Субсоціальний вид. Біологія як у Xylocopa valga.

## Загрози та охорона
Чисельність знижується через скорочення доступних місць для гніздування (сухі дерева) внаслідок вирубування та випалювання полезахисних лісосмуг, ксерофітних рідколісь та степових схилів гір (особливо на півдні України та в Криму), незаконне колекціонування в комерційних цілях. Частіше зустрічається біля та в населених пунктах, де краще забезпечений місцями для гніздування та кормовою базою.
Охороняється в Кримському, Ялтинському гірсько-лісовому, Карадазькому, Казантипському, Опукському ПЗ та ПЗ «Мис Мартьян». Необхідно створити заказники в інших місцях мешкання виду.